# Подсадки
Подсадки (укр. Підсадки) — село в Солонковской сельской общине Львовского района Львовской области Украины.
Население по переписи 2001 года составляло 154 человека. Занимает площадь 1,522 км². Почтовый индекс — 81134. Телефонный код — 3230.

## Известные люди
В селе родился оперный и камерный певец Зиновий Иосифович Бабий.